# Equitazione ai Giochi della V Olimpiade - Concorso completo a squadre
La competizione del concorso completo a squadre di equitazione dai Giochi della V Olimpiade si è svolta nei giorni dal 13 al 17 luglio presso le sedi di Lindarängen e Stoccolma.

## Classifica finale
Per ogni squadra erano validi i punteggi dei primi tre cavalieri ottenuti nella competizione individuale.
| Pos.    | Nazione     | Binomio                          | Binomio     | Punti Ind. | Punti Squ. |
| Pos.    | Nazione     | Cavaliere                        | Cavallo     | Punti Ind. | Punti Squ. |
| ------- | ----------- | -------------------------------- | ----------- | ---------- | ---------- |
| Oro     | Svezia      | Axel Nordlander                  | Lady Artist | 46,59      | 139,06     |
| Oro     | Svezia      | Nils Adlercreutz                 | Atout       | 46,31      | 139,06     |
| Oro     | Svezia      | Ernst Casparsson                 | Irmelin     | 46,16      | 139,06     |
| Oro     | Svezia      | Henric Horn af Åminne            | Omen        | 45,85      | 139,06     |
| Argento | Germania    | Harry von Rochow                 | Idealist    | 46,42      | 138,48     |
| Argento | Germania    | Richard von Schaesberg-Thannheim | Grundsee    | 46,16      | 138,48     |
| Argento | Germania    | Eduard von Lütcken               | Blue Boy    | 45,90      | 138,48     |
| Argento | Germania    | Carl von Moers                   | May-Queen   | 44,43      | 138,48     |
| Bronzo  | Stati Uniti | Ben Lear                         | Poppy       | 45,91      | 137,33     |
| Bronzo  | Stati Uniti | Jack Montgomery                  | Deceive     | 45,88      | 137,33     |
| Bronzo  | Stati Uniti | Guy Henry                        | Chiswell    | 45,54      | 137,33     |
| Bronzo  | Stati Uniti | Ephraim Graham                   | Connie      | 45,30      | 137,33     |
| 4       | Francia     | Albert Seigner                   | Dignité     | 45,15      | 136,77     |
| 4       | Francia     | Bernard Meyer                    | Allons-y    | 45,30      | 136,77     |
| 4       | Francia     | Jacques Cariou                   | Cocotte     | 46,32      | 136,77     |
| 4       | Francia     | Pierre Dufour d'Astafort         | Castibalza  | DNF        | 136,77     |
| -       | Belgio      | Emmanuel de Blommaert de Soye    | Clonmore    | DNF        | DNF        |
| -       | Belgio      | Gaston de Trannoy                | Capricieux  | DNF        | DNF        |
| -       | Belgio      | Guy Reyntiens                    | Beau Soleil | DNF        | DNF        |
| -       | Belgio      | Paul Covert                      | La Sioute   | DNF        | DNF        |
| -       | Danimarca   | Carl Adolph Kraft                | Gorm        | DNF        | DNF        |
| -       | Danimarca   | Carl Høst Saunte                 | Streg       | DNF        | DNF        |
| -       | Danimarca   | Frode Kirkebjerg                 | Dibbe-Libbe | DNF        | DNF        |
| -       | Regno Unito | Bryan Lawrence                   | Patrick     | DNF        | DNF        |
| -       | Regno Unito | Edward Nash                      | The Flea    | DNF        | DNF        |
| -       | Regno Unito | Herbert Scott                    | Whisper II  | DNF        | DNF        |
| -       | Regno Unito | Paul Kenna                       | Harmony     | DNF        | DNF        |